# Mesplède
Pour les articles homonymes, voir Mesplède (homonymie).
Mesplède [mɛsplɛd] est une commune française située dans le département des Pyrénées-Atlantiques, en région Nouvelle-Aquitaine.
Le gentilé est Mesplédois.

## Géographie

### Localisation
La commune de Mesplède se trouve dans le département des Pyrénées-Atlantiques, en région Nouvelle-Aquitaine.
Elle se situe à 45 km par la route de Pau, préfecture du département, et à 18 km d'Artix, bureau centralisateur du canton d'Artix et Pays de Soubestre dont dépend la commune depuis 2015 pour les élections départementales.
La commune fait en outre partie du bassin de vie d'Orthez.
La commune est desservie par la route départementale D 946 qui prend localement le nom de « Route d'Arthez-de-Béarn ».
Les communes les plus proches sont : 
Balansun (3,2 km), Hagetaubin (4,0 km), Argagnon (4,6 km), Arthez-de-Béarn (4,8 km), Lacadée (4,9 km), Castétis (5,2 km), Sallespisse (5,4 km), Sarpourenx (5,9 km).
Sur le plan historique et culturel, Mesplède fait partie l'ancienne province du Béarn, qui fut un État indépendant jusqu'en 1620 et qui présente une unité historique et culturelle. Au sein du Béarn, la commune se situe en pays de Soubestre (dans son acception large), à la limite du pays d'Orthez.

### Communes limitrophes

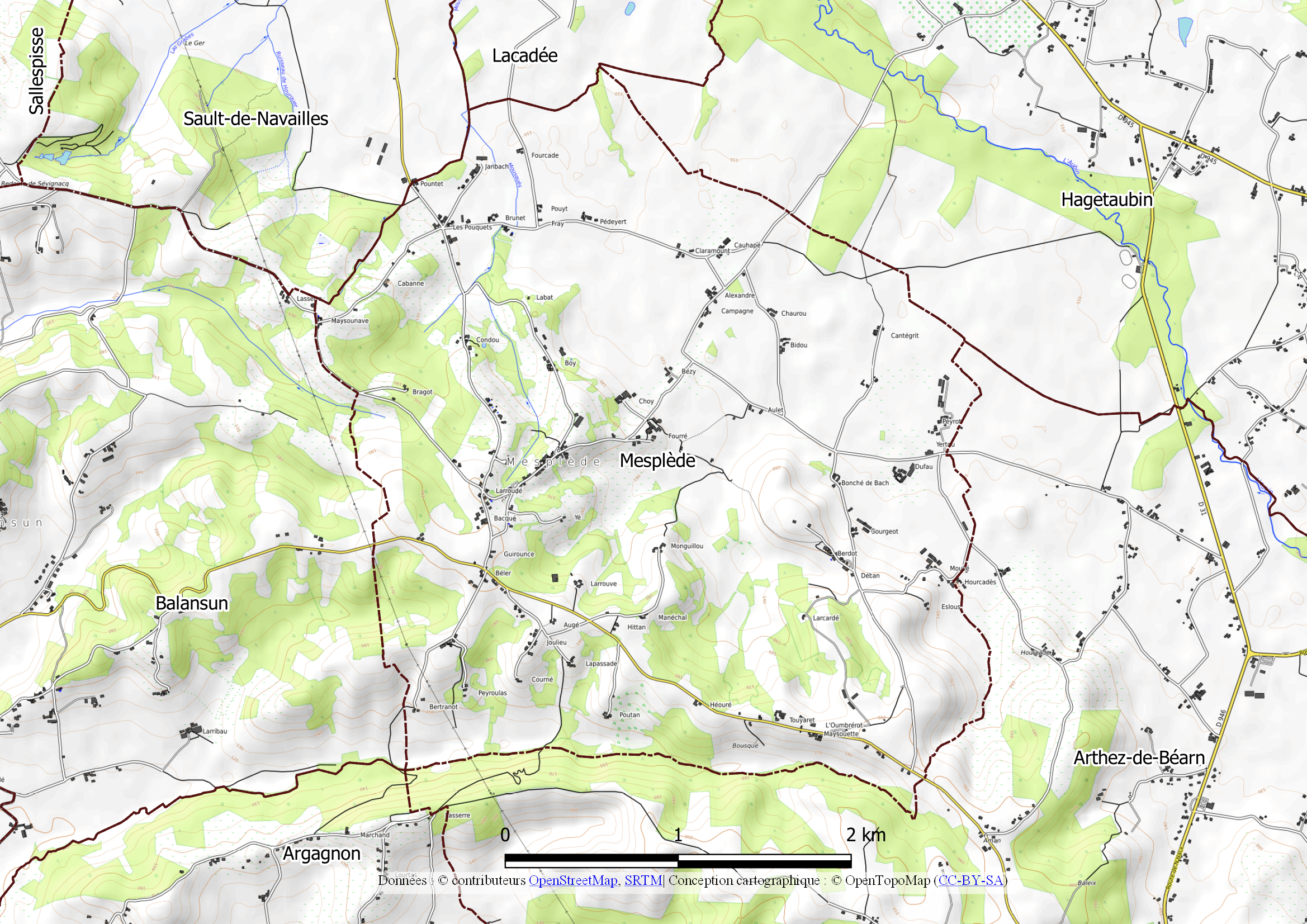
Carte topographique de Mesplède

Les communes limitrophes sont Arthez-de-Béarn, Balansun, Hagetaubin, Lacadée, Sault-de-Navailles et Argagnon.
| Sault-de-Navailles            | Lacadée  | Hagetaubin      |
| Balansun                      | Mesplède |                 |
| Argagnon (par un quadripoint) |          | Arthez-de-Béarn |

### Relief et paysages

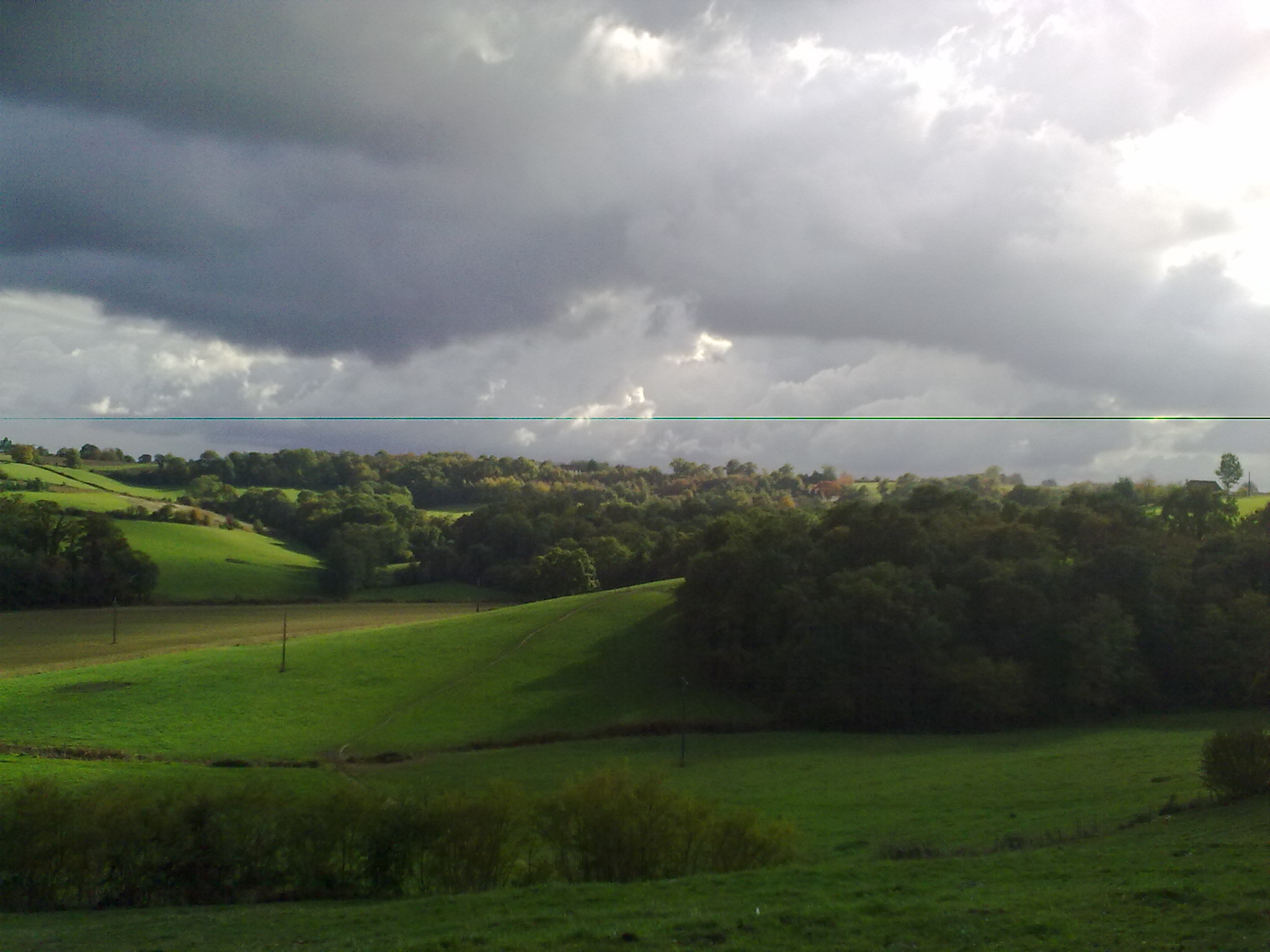
Paysage naturel de Mesplède.

Mesplède se trouve sur une ligne de coteaux située dans le nord du Béarn, au sud de la Chalosse, orientée du sud-est au nord-ouest : de Beyrie-en-Béarn (près de Lescar et de l'aéroport de Pau-Pyrénées) jusqu'à Orist au bord de l'Adour et Saint-Pandelon au sud de Dax. Avant Saint-Girons-en-Béarn cette ligne conforme le Soubestre, passé St-Girons son extrémité constitue le « Pays d'Orthe ».
Le gave de Pau longe ces coteaux par le sud et le Luy de Béarn par le nord, ce dernier les séparant de la ligne de coteaux voisine s'étendant de Serres-Morlaàs au nord de Pau jusqu'à Montfort-en-Chalosse.

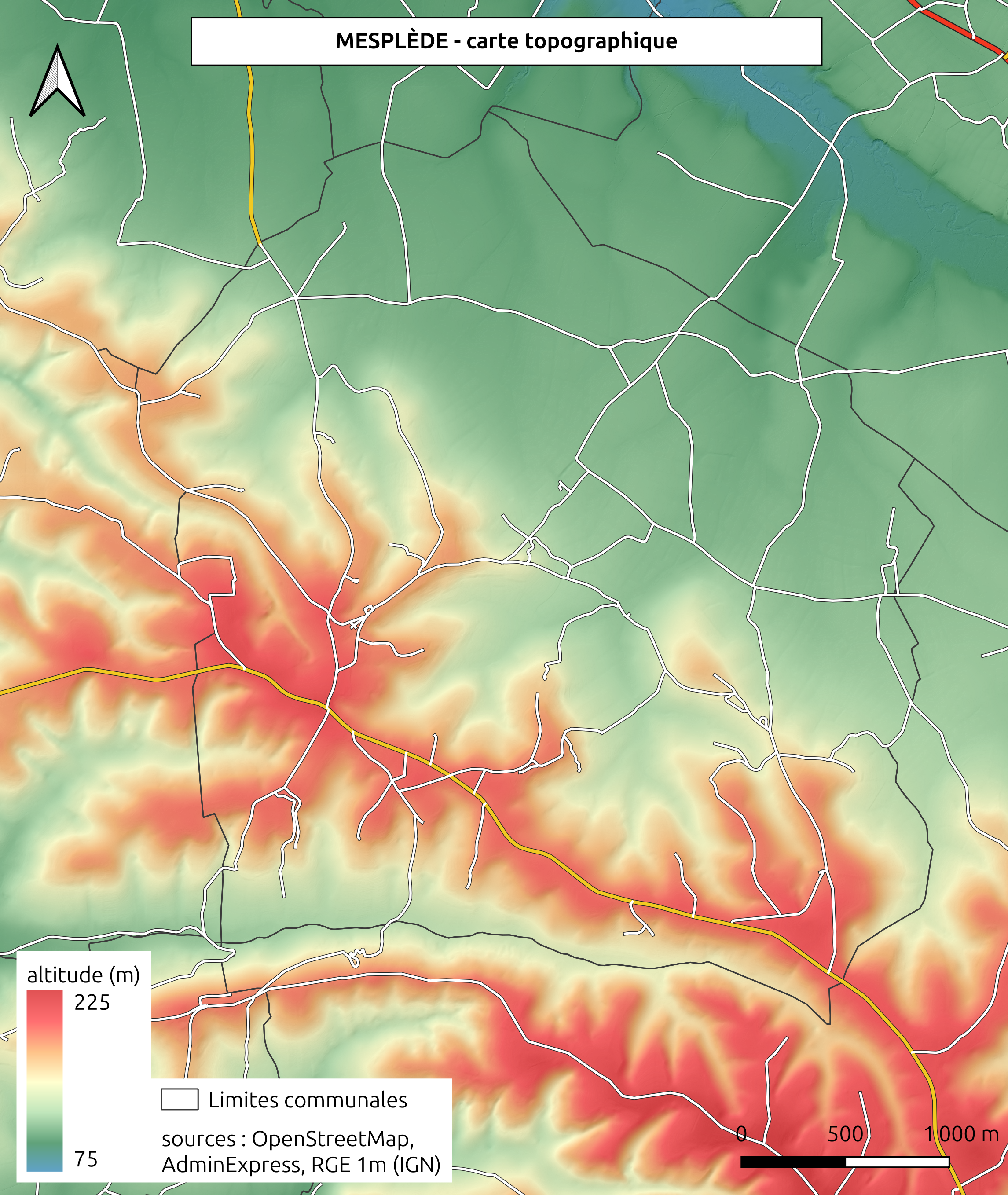
Carte topographique de Mesplède

La commune s'étend ainsi sur deux ensembles paysagers : la plaine et les coteaux.
La plaine occupe la moitié nord-est du territoire communal, jusque vers une altitude d'environ 125 m. Elle correspond à la vallée alluviale de l'Aubin, affluent du Luy-de-Béarn. C'est un espace dédié aux grandes cultures de céréales (maïs), oléagineux (tournesol) et protéagineux (soja). Les arbres y sont épars et les petits bosquets rares, principalement limités aux bords des petits ruisseaux. L'habitat y est épars, constitué principalement de fermes isolées.
Les coteaux occupent la moitié sud-ouest de la commune, il s'agit d'un espace plus nettement boisé, surtout sur les pentes. Lorsque le relief s'adoucit des prairies et des cultures apparaissent. Les lignes de crêtes sont presque systématiquement occupées par les routes et chemins. Le bourg et les principaux hameaux s'y concentrent.
Le point culminant de la commune se trouve à 209 m d'altitude au niveau du réservoir d'eau potable à l'entrée sud du bourg, sur la route d'Arthez. Le point le plus bas, à 100 m d'altitude, se trouve au niveau du passage du ruisseau « Louru » vers la commune de Lacadée, à proximité du tripoint Mesplède-Lacadée-Hagetaubin.

En matière de qualité du paysage nocturne et de ciel étoilé, Mesplède est classée entre « 3 : assez sombre » et « 4 : peu lumineux » vis-à-vis de la pollution lumineuse sur une échelle allant de « 1 : très sombre » à « 8 : très brillant ». Bien que relativement épargnée la commune est néanmoins négativement impactée par les pôle de la CCLO que sont Lacq et Orthez.

### Hydrographie
Mesplède est traversée par un affluent du gave de Pau, le ruisseau de Clamondé.

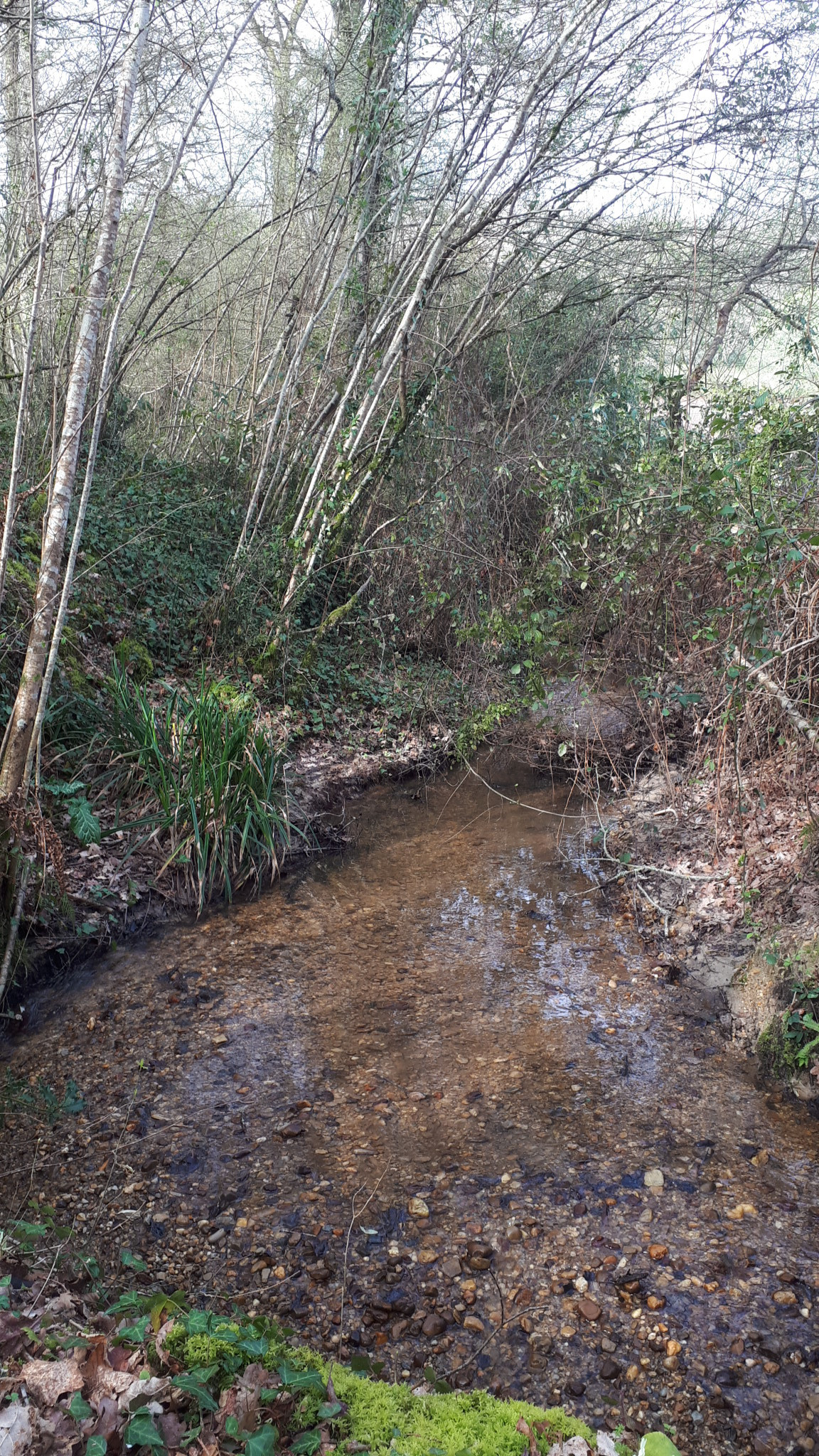
ruisseau de Mousquès

Le ruisseau de Mousquès prend sa source au nord du bourg, par deux branches de part et d'autre de la route de Condou. Il coule vers le nord jusqu'à sa confluence avec les ruisseaux de las Grabas et de Hourquet sur la commune de Sault-de-Navailles où leurs cours réunis forment alors le ruisseau de Lesclauze, affluent du Luy de Béarn.
Deux tributaires de l'Aubin, le ruisseau de Chaurou (ou d'Aulet ou de Bachot) et le Louru (en gascon lo ru, c'est-à-dire : le ruisselet), arrosent eux aussi Mesplède.
Les archives du Conseil général des Ponts et Chaussées conservent la trace d'une demande de création de moulin sur le ruisseau d'Aulet. Le cadastre napoléonien de la commune, daté de 1816, fait effectivement état de deux moulins sur le ruisseau passant à environ 300 m à l'Est du lieu-dit "Aulet", mais donne à ce cours d'eau le nom de "R. de Bachot".

### Climat
Pour des articles plus généraux, voir Climat de la Nouvelle-Aquitaine et Climat des Pyrénées-Atlantiques.
En 2010, une équipe de chercheurs des universités de Franche-Comté et de Dijon, publie une étude sur la typologie des climats en France sous l'égide de Daniel Joly. Sa résolution fine (250 mètres par pixel) permet de l'utiliser pour évaluer le climat à l'échelle communale. Cette étude classe Mesplède en climat océanique altéré, décrit de la manière suivante :

« La température moyenne annuelle est assez élevée (12,5°C) avec un nombre de jours froids faible (entre 4 et 8/an) et chauds soutenu (entre 15 et 23/an). L’amplitude thermique annuelle (juillet-janvier) est proche du minimum et la variabilité interannuelle moyenne. Les précipitations, moyennes en cumul annuel (800-900 mm) tombent surtout l’hiver, l’été étant assez sec. »

— Joly, D. et al., Les types de climats en France, une construction spatiale
En 2020, Météo-France publie une typologie des climats de la France métropolitaine dans laquelle la commune est dans la région climatique Pyrénées atlantiques, caractérisée par une pluviométrie élevée (>1 200 mm/an) en toutes saisons, des hivers très doux (7,5 °C en plaine) et des vents faibles.
Pour la période 1971-2000, la température annuelle moyenne est de 13,4 °C, avec une amplitude thermique annuelle de 14,2 °C. Le cumul annuel moyen de précipitations est de 1 193 mm, avec 11,9 jours de précipitations en janvier et 8 jours en juillet. Pour la période 1991-2020, la température moyenne annuelle observée sur la station météorologique la plus proche, située sur la commune d'Orthez à 9 km à vol d'oiseau, est de 14,1 °C et le cumul annuel moyen de précipitations est de 1 211,5 mm,. Pour l'avenir, les paramètres climatiques de la commune estimés pour 2050 selon différents scénarios d’émission de gaz à effet de serre sont consultables sur un site dédié publié par Météo-France en novembre 2022.

### Milieux naturels et biodiversité
Mi 2024, au moins 496 espèces animales et végétales ont été observées sur le territoire de la commune dans le cadre d'un projet de sciences participatives.
Les observatoires régionaux de la biodiversité permettent de compléter ces données. Ainsi l'Observatoire de la Biodiversité Végétale de Nouvelle-Aquitaine a recensé 301 espèces de plantes à fleur, fougères et mousses sur la commune et l'Observatoire de la Faune de Nouvelle-Aquitaine y a recensé 237 espèces animales.

Parmi les espèces menacées présentes sur le territoire communal on compte notamment le Lucane cerf-volant qui apprécie les vieux arbres de gros diamètre ou encore la Narthécie brise-os qui vit dans les marais du vallon du Clamondé.

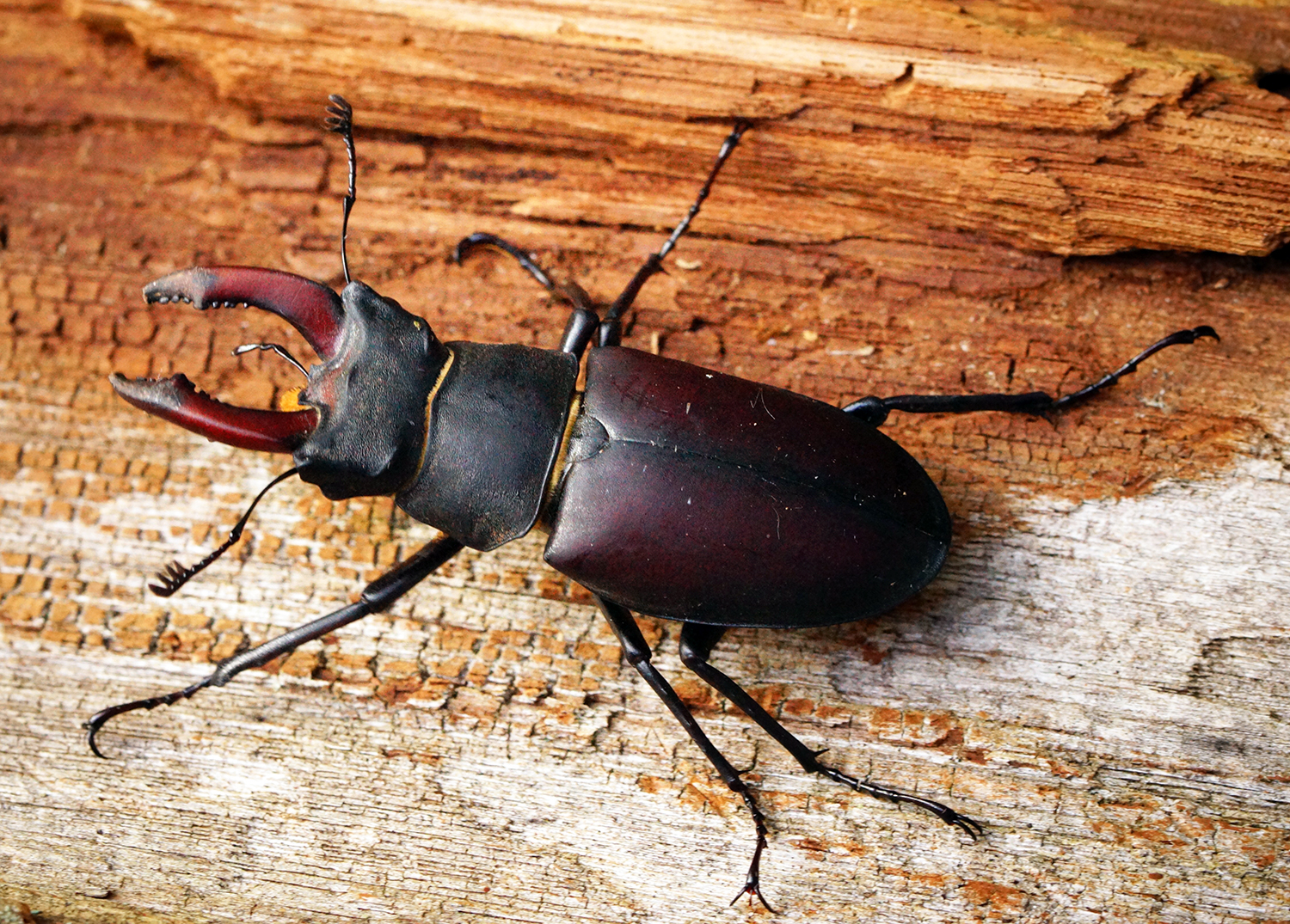
Lucane cerf-volant
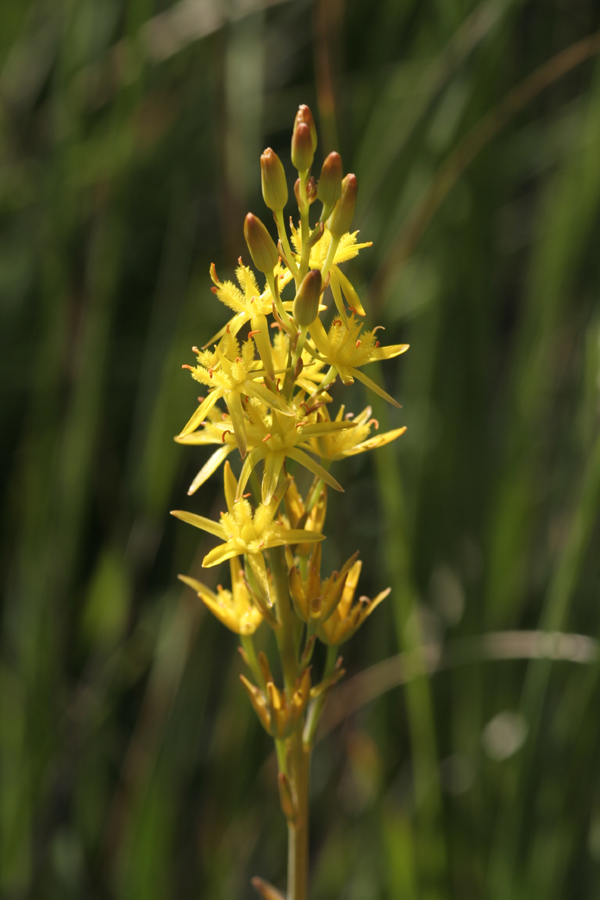
Narthécie brise-os

#### Végétation
Les boisements à caractère naturel des coteaux relèvent potentiellement de la chênaie acidiphile, plus particulièrement de la « chênaie pédonculée à tauzin : bois et landes acidophiles » .
Les boisements de la plaine pourraient s'apparenter plus à la « chênaie pédonculée, mésotrophe à eutrophe : bois et arbres épars, à Charme, Hêtre, Frêne (plus rarement Tilleul, Erable, Orme et Robinier) ».

#### Réseau Natura 2000

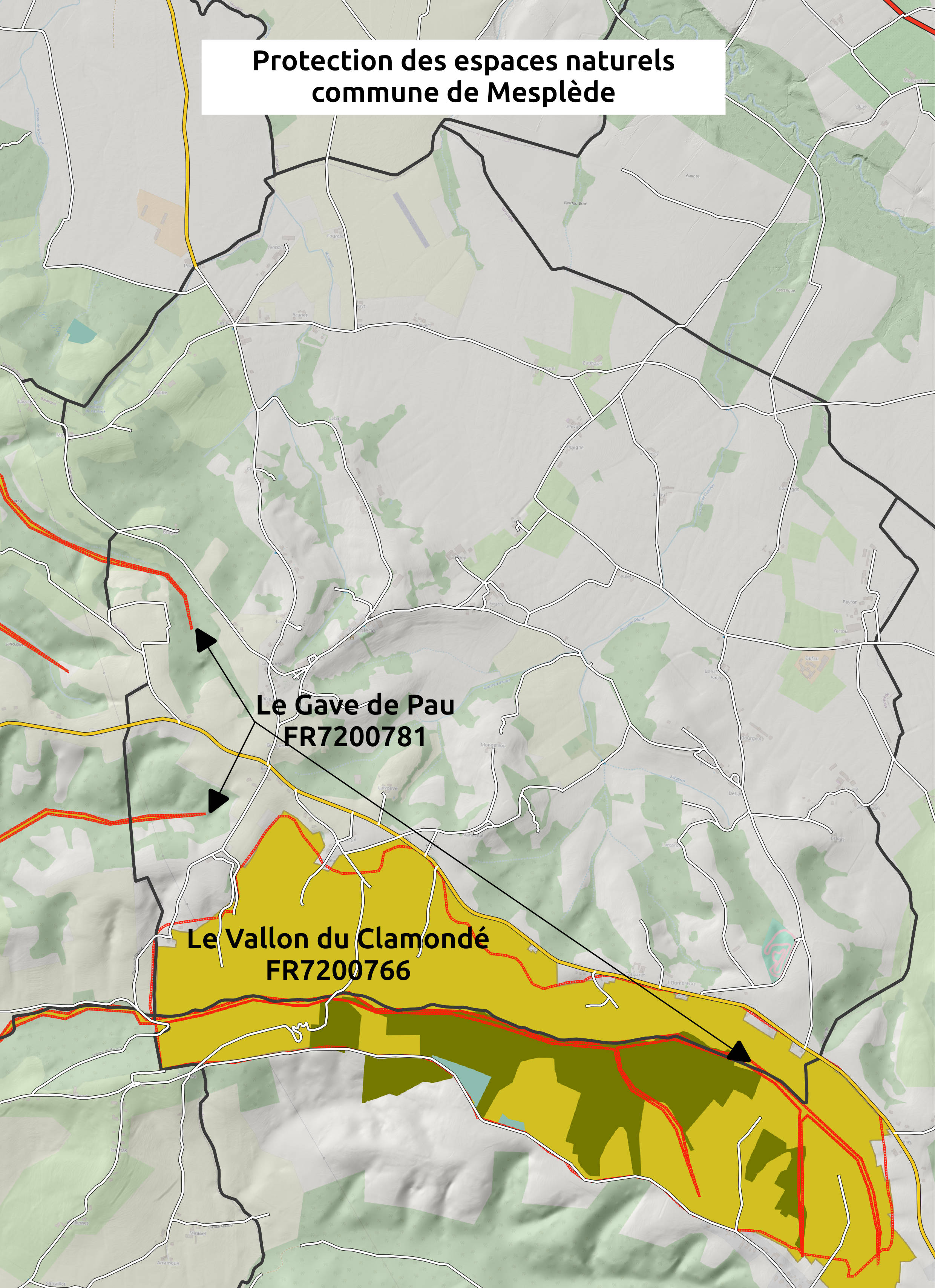
Sites Natura 2000 à Mesplède

Deux sites du réseau Natura 2000 ont une partie de leur périmètre sur la commune au titre de la « directive Habitats », : 
- le « gave de Pau », d'une superficie de 8 194 ha, constitue un vaste réseau hydrographique avec un système de saligues[Note 4] encore vivace[25]. Ce site s'entend comme l'ensemble du réseau hydrographique du Gave de Pau, et n'est représenté sur la commune que par les zones de sources de deux petits affluents de la rivière : le ruisseau de Noarrieu qui naît près de Bragot, et le ruisseau "de Larribau", affluent du Clamondé, qui naît près de Béler.
- le « vallon du Clamondé », d'une superficie de 267 ha, présentant un complexe paratourbeux avec des formations à Rhynchospore blanc, à potamots, les landes tourbeuses et dans une certaine mesure par les molinaies[26].

## Urbanisme

### Typologie
Au 1er janvier 2024, Mesplède est catégorisée commune rurale à habitat très dispersé, selon la nouvelle grille communale de densité à sept niveaux définie par l'Insee en 2022.
Elle est située hors unité urbaine et hors attraction des villes,.

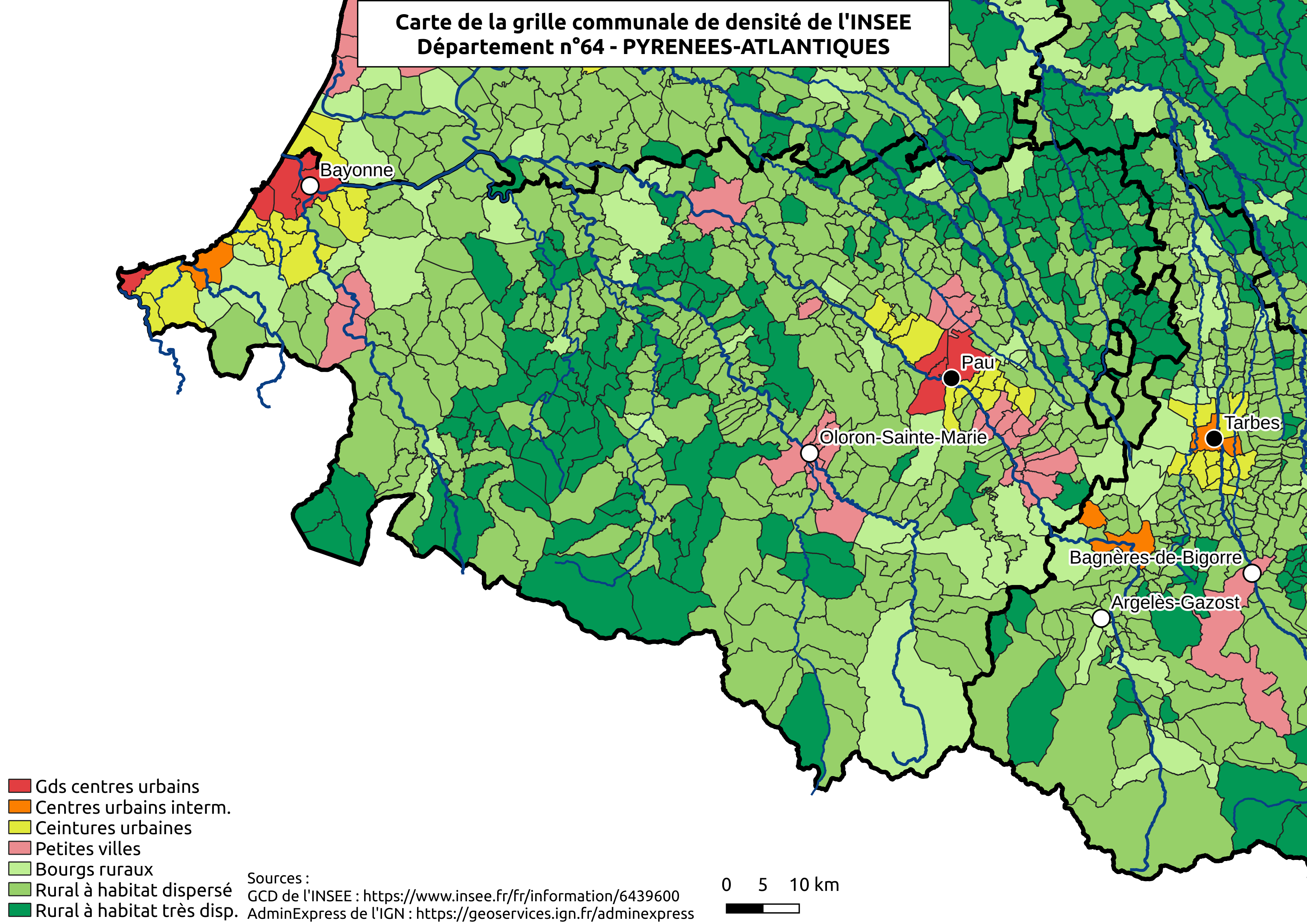
Carte de la grille communale de densité de l'INSEE figurant Mesplède comme une commune rurale.

### Occupation des sols

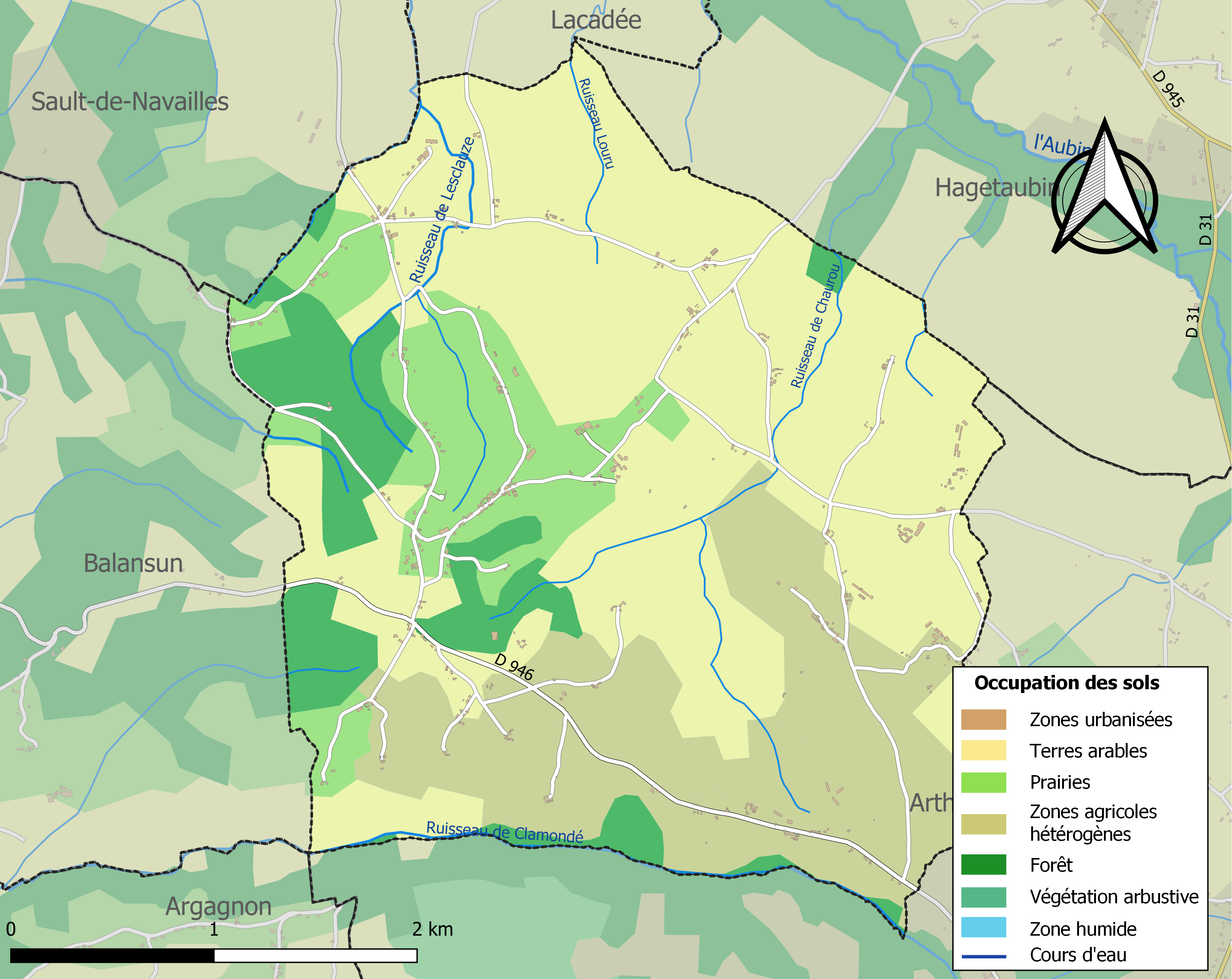
Carte des infrastructures et de l'occupation des sols de la commune en 2018 (CLC).

L'occupation des sols de la commune, telle qu'elle ressort de la base de données européenne d’occupation biophysique des sols Corine Land Cover (CLC), est marquée par l'importance des territoires agricoles (89,2 % en 2018), une proportion identique à celle de 1990 (89,2 %). La répartition détaillée en 2018 est la suivante : 
terres arables (52,2 %), zones agricoles hétérogènes (24 %), prairies (13 %), forêts (10,8 %). L'évolution de l’occupation des sols de la commune et de ses infrastructures peut être observée sur les différentes représentations cartographiques du territoire : la carte de Cassini (XVIIIe siècle), la carte d'état-major (1820-1866) et les cartes ou photos aériennes de l'IGN pour la période actuelle (1950 à aujourd'hui).

### Lieux-dits et hameaux
- Alexandre
- Augé
- Aulet
- Bacqué
- Béler
- Berdot
- Bertranot
- Bézy
- Bidou
- Bonché de Bach
- Bonehé
- Bousqué
- Boy
- Bragot
- Brunet
- Cabanne
- Campagne
- Cantégrit
- Cauhapé
- Chaurou
- Choy
- Claramount
- Condou
- Courné
- Déban
- Dufau
- Eslous
- Fourré
- Fray
- Gourgeot
- Héouré
- Hittan
- Hourcadès
- Janbach
- Joulieu
- Lapassade
- Larcardé
- Larrecot
- Larroudé
- Larrouve
- Loumprérot
- Manéchal
- Maysouette
- Maysounave
- Monguillou
- Moulié
- Pédeyert
- Pélou
- Peyrot
- Pountet
- les Pouquets
- Poutan
- Pouyt
- Touyaret
- Yé
- Yertou

### Voies de communications et transports
- Par la route : la départementale D 946 passe dans la commune.
- Par le train : la gare la plus proche est située à Orthez sur la ligne Toulouse - Bayonne et sur la ligne TGV inOui Tarbes - Paris-Montparnasse.
- Par le bus : le réseau de transport en commun à la demande Mobilacq permet de circuler à partir de 3 points de prise en charge au sein de la commune : Mairie, Carrefour des Pouquets et Bonehé du Bas.

### Risques majeurs
Le territoire de la commune de Mesplède est vulnérable à différents aléas naturels : météorologiques (tempête, orage, canicule ou sécheresse) et séisme (sismicité modérée). Un site publié par le BRGM permet d'évaluer simplement et rapidement les risques d'un bien localisé soit par son adresse soit par le numéro de sa parcelle.

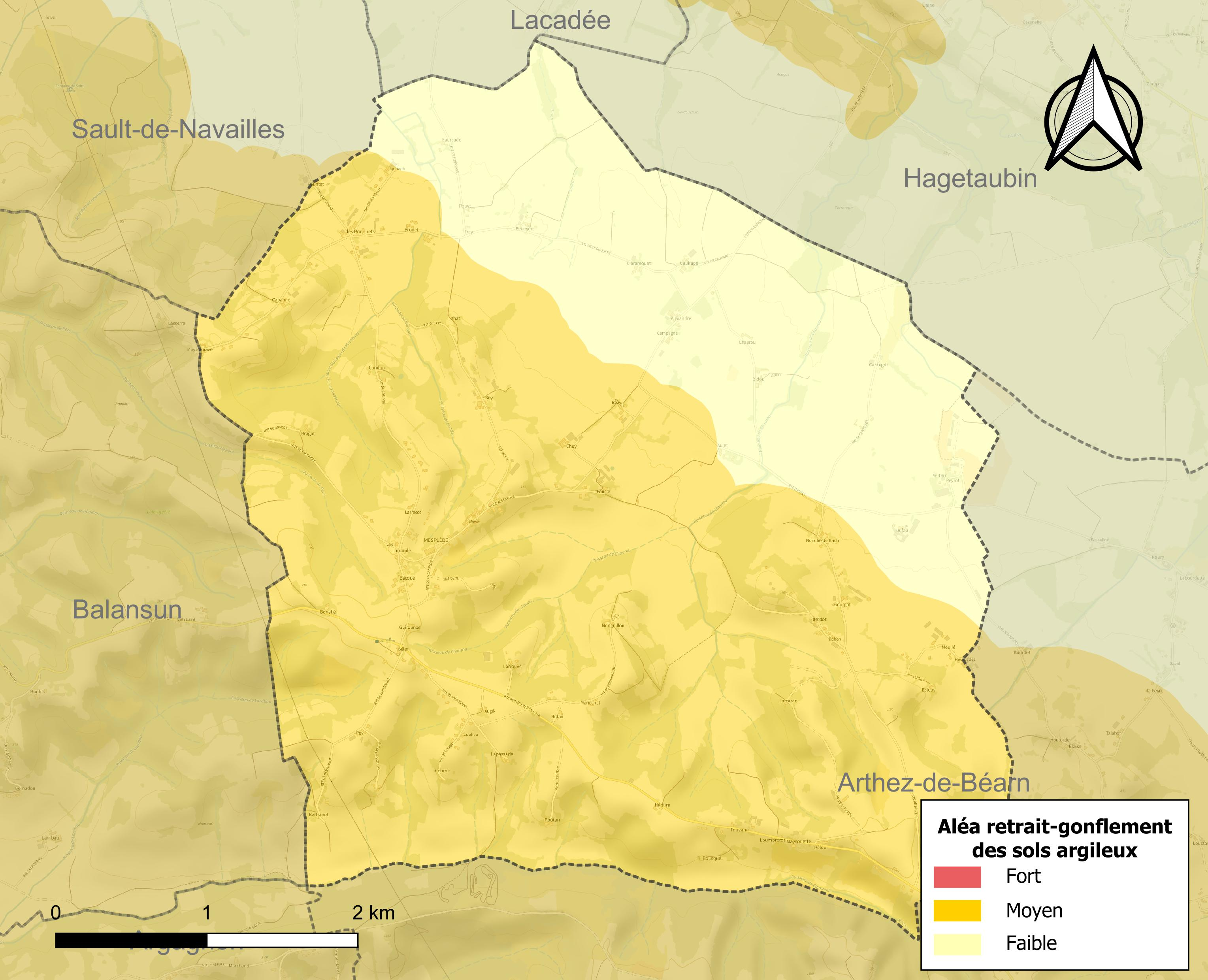
Carte des zones d'aléa retrait-gonflement des sols argileux de Mesplède.

Le retrait-gonflement des sols argileux est susceptible d'engendrer des dommages importants aux bâtiments en cas d’alternance de périodes de sécheresse et de pluie. 73,2 % de la superficie communale est en aléa moyen ou fort (59 % au niveau départemental et 48,5 % au niveau national). Depuis le 1er octobre 2020, en application de la loi ELAN, différentes contraintes s'imposent aux vendeurs, maîtres d'ouvrages ou constructeurs de biens situés dans une zone classée en aléa moyen ou fort,.
La commune a été reconnue en état de catastrophe naturelle au titre des dommages causés par les inondations et coulées de boue survenues en 1982, 1983, 1992 et 2009.

## Toponymie
La commune tire son nom du mot béarnais « mesplèda » : lieu planté de néfliers (« mesplèr » en béarnais, la nèfle se disant : « mespla »). « Mesplède » était le nom d'une fête célébrée autrefois à l'occasion de la récolte des nèfles,.

### Lieux-dits
La place Basile, située dans le centre bourg entre la mairie et l'église, tiendrait son nom de celui du propriétaire d'une maison qui se trouvait auparavant à cet emplacement.
Boy, signifie « bois » en béarnais.
Bonehé, du béarnais « bon hé » littéralement « bon foin » ou peut-être « bona hé » littéralement « bonne foi »
Cantégrit, en béarnais « canta grith » littéralement « chante grillon », désigne un lieu aride.
Cauhapé, du béarnais « cauha pé » littéralement : «chauffe pied ».
Déban, désigne traditionnellement l'Est : la façade avant étant préférentiellement orientée à l'est pour recevoir le soleil le matin et limiter la pluie sur la façade principale, les vents dominants étant des vents d'ouest.
Dufau, en béarnais, « lo fau » ou plus souvent « lo hau » désigne le hêtre.
Maysounave est un toponyme très commun dans le sud-ouest et signifie « maison neuve ».
Monguillou, en béarnais « Monguilho », était un surnom de personne : maître Pierre de Perer, à qui était affermée la dîme de l'évêque de Lescar pour la paroisse d'Arance (267 écus) en 1578.
Yé, Yertou ou encore Pédeyert (littéralement : au pied du « yert ») sont des toponymes faisant référence au mot béarnais « gèrm, gèrt ou hèrm » : terres de landes non cultivées ni habitées.

## Histoire

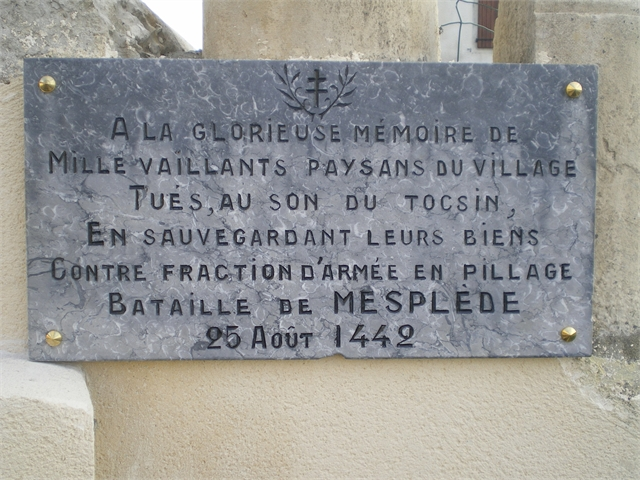
Plaque commémorative de la bataille de Mesplède en 1442.

Le néflier, emblème de la commune, est originaire du Caucase et a été diffusé en Europe à l'époque romaine.
À la fin de la guerre de Cent Ans (c'est-à-dire au milieu du XVe siècle), la situation du Béarn est devenue paradoxale. En effet, Gaston IV de Foix-Béarn était un des fidèles du roi de France Charles VII[réf. nécessaire]. Ce dernier, auparavant dit petit roi de Bourges, récupérait de  plus en plus le terrain royal.
La bataille de Mesplède a eu lieu le 25 août 1442, dans ce contexte, entre les paysans de la région et l'armée française. La bataille de Mesplède ferait l'objet d'un article publié par Louis Batcave dans "Le Démocrate Libéral d'Orthez" du 16 février 1901. Cette bataille est brièvement mentionnée par Arnaud Esquerrier et Miégeville dans leur « Chronique romane des comtes de Foix » :

« [p. 69]
L’an mil quatre cens quaranta [en fait 1442], le rey de Fransa passec en Guyanna per conquestar Tartas, anec mettre lo seti à Sant Sever, oun Mosseignor lo comte [Gaston IV de Foix-Béarn] era ab sa poissansa, et conquestec Sant Sever. Lo rey anec mettre lo seti à Dax en Gascogna, et, aquy, Mosseignor lo comte foc feit cavalher per la ma del rey en l’assaut del baloard. Quand Dax se rendec, Blanquafort [capitaine des troupes royales] et sas gens entren en Bearn ; los Bearnes
[p.70]
se leven contra lor et à Mespleda foc la batalha oun los Bearnes morin, Mosseignor lo comte estan al seti de Dax et sens son conged ; don Mosseignor lo comte ne cuidec aver danger. Aquy se complic la professia de la gran batalha, que se devia fer en Gascogna.
D’aquy en fora, lo rey s’en tornec en Fransa et commandec lo loc de Sant Sever à Mosseignor de Foix (…). »

En 1538 et 1542 un censier (registre d'immeubles) est établi pour la commune de Mesplède, la première version, incomplète, est commune avec celle de Bellocq.
En 1620 l'église Saint-Germain est restituée aux catholiques à la suite de l'édit « de mainlevée » de Louis XIII de septembre 1617. À cette époque, Mesplède appartient à « Claude de Montmorency, comtesse de Gramont, femme d'Antoine II souverain de Bidache et de Guiche, comte puis duc de Gramont ».
À la fin du XVIIe siècle, un certain Pierre de Vignau est curé de Mesplède.
Au XVIIIe siècle les défrichements de bois et de landes vont bon train en Béarn et Mesplède est touché par cette modification des territoires. Sans doute plutôt dans sa partie nord-est, dans la plaine.
Auparavant rattachée à Arthez en Béarn, la commune obtient son détachement le 23 mars 1707 à la demande des habitants du village et à la suite d'une ordonnance du duc de Gramont,,. Néanmoins en 1776, sur le plan religieux tout du moins, la paroisse de Mesplède dépend encore de la seigneurie d'Arthez, elle-même possédée par le duc de Gramont.
En 1778, la Grand-chambre du Parlement de Navarre ordonne l'arrestation d'un habitant de Mesplède et d'une femme de N'haux (hameau d'Arthez), accusés de « sortilèges, diffamation et autres désordres ».
Entre 1784 et 1789 la route d'Arthez à Sault-de-Navailles est construite sur le territoire de la commune de Mesplède.
Le 14 mai 1789, la communauté d'Arthez nomme le sieur Jean d'Eslous, notaire et bourgeois de Mesplède, pour être son délégué à l'assemblée du parsan de Pau afin de présenter ses griefs aux États généraux.
En 1792, la paroisse de « Mespleide » est réunie à celle d'« Aget-Aubin ».
La première moitié du  XIXe siècle semble avoir été une période de développement de la partie nord-ouest de la commune, dans la plaine située entre le bourg (ce dernier sur le coteau) et le village de Mascouette, dépendant d'Haget-Aubin :

« On dit que la route par le bas de Mesplède serait isolée, et que les voyageurs n'y trouveraient pas des ressources pour s'y désaltérer. Erreur. - Tous les jours, on construit là de nouvelles habitations, et tous les jours on remarque, le long du chemin, de nouveaux défrichemens (sic). C'est à tel point que celui qui, il y a dix ans, ne voyait qu'un Pays désert trouverait aujourd'hui des habitations en grand nombre, et d'immenses étendues de landes métamorphosées en labourables et en prairies fertiles. Des cabarets pour se désaltérer ne manquent pas non plus (...). »

Le plan cadastral de la commune a été établi en 1816 par M. Brajat, géomètre.
Dans la deuxième moitié du XIXe siècle, il existait à Mesplède une auberge dénommée "auberge Tounet".
En 1877 la presse régionale vantait les mérites agricoles de Mesplède en signalant la progression de l'équipement des agriculteurs de la commune en charrues (au nombre de 67 pour 533 habitants).
L'église de Mesplède, dont le clocher menaçait ruine, fut rénovée de fond en comble entre 1889 et 1893.
Le cimetière de la commune a été agrandi en 1931.
En 1964 un homme est assassiné par son domestique, amant de sa femme sous l'instigation de cette dernière. Le couple, baptisé « les amants diaboliques de Mesplède » par la presse régionale, sera condamné à la perpétuité lors du jugement qui eu lieu aux assises de Pau en février 1965.
La salle polyvalente - ou salle des sports, située au 310 route de la Carrère, au nord du cimetière, est construite en 1989.
Entre 2008 et 2013, des travaux d'aménagement viennent modifier le bourg du village : enfouissement des réseaux, circulation modifiée, accessibilité facilitée pour les personnes à mobilité réduite (suppression des marches), aménagement d'espaces verts, création d'un parking à côté de la salle des fêtes,.
La mairie a été rénovée et mise aux normes en 2015.

En 2021 la mairie termine les travaux d’aménagement de deux logements locatifs situés au nº 100 route de la Carrere.

## Politique et administration

### Intercommunalité
Mesplède était membre du « District de la zone de Lacq », avec 16 autres communes. Cette structure se transforme en communauté de communes, un établissement public de coopération intercommunale (EPCI) à fiscalité propre, le 15 juin 2000 qui prend la dénomination de communauté de communes de Lacq.
Celle-ci fusionne avec sa voisine pour former, le 1er janvier 2014, la communauté de communes de Lacq-Orthez, dont la commune est désormais membre.
Mesplède  est également membre en 2020 d'autres  structures intercommunales :
- le syndicat du bassin versant des Luys ;
- le syndicat intercommunal d’Artez-de-Béarn ;
- le syndicat d’énergie des Pyrénées-Atlantiques ;
- le syndicat eau et assainissement des Trois Cantons ;
- l'agence publique de gestion locale

### Liste des maires
| Période                                  | Période                       | Identité               | Étiquette | Qualité |
| ---------------------------------------- | ----------------------------- | ---------------------- | --------- | --- |
| Les données manquantes sont à compléter. |                               |                        |           | |
|                                          | 1789                          | Sieur Costedoat Condom |           | Jurat de la communauté de Mesplède                                                                                  |
|                                          | 1816                          | M. Pouydaban           |           | |
| 1835                                     | 1837                          | M. Moulia              |           | |
|                                          | 1889                          | M. Carsuzàa            |           | révoqué pour faux en écriture publique par décret du préfet des Basses-Pyrénées en date du 26 août 1889             |
| 1889 ?                                   | 1895                          | Pierre Rey             |           | Propriétaire |
|                                          | 1931                          | Jean Damien Costedoat  |           | docteur en médecine demeurant à Arthez                                                                              |
| 1944                                     | 1945                          | Adrien Cazenave        |           | |
| 1945                                     | 1961                          | Damien Costedoat       | DVD       | Médecin Conseiller général d'Arthez-en-Béarn (1945 → 1961) Décédé en fonction                                       |
| 1961                                     | 1995                          | Léon Costedoat,        | UDF       | Médecin, fils du précédent Maire d’Arthez-de-Béarn (1995 → 2001) Conseiller général d'Arthez-en-Béarn (1979 → 1986) |
| 1995                                     | 2008                          | Bernard Lafitte        |           | |
| 2008                                     | En cours (au 11 juillet 2020) | Régis Cassaroumé       |           | Agriculteur Vice-président de la CC de Lacq-Orthez (2020 → ) Réélu pour le mandat 2020-2026,                        |

## Population et société

### Démographie
L'évolution du nombre d'habitants est connue à travers les recensements de la population effectués dans la commune depuis 1793. Pour les communes de moins de 10 000 habitants, une enquête de recensement portant sur toute la population est réalisée tous les cinq ans, les populations de référence des années intermédiaires étant quant à elles estimées par interpolation ou extrapolation. Pour la commune, le premier recensement exhaustif entrant dans le cadre du nouveau dispositif a été réalisé en 2005.

En 2022, la commune comptait 328 habitants, en évolution de −10,38 % par rapport à 2016 (Pyrénées-Atlantiques : +3,78 %, France hors Mayotte : +2,11 %).
| 1793 | 1800 | 1806 | 1821 | 1831 | 1836 | 1841 | 1846 | 1851 |
| ---- | ---- | ---- | ---- | ---- | ---- | ---- | ---- | ---- |
| 572  | 480  | 564  | 583  | 668  | 622  | 621  | 608  | 584  |

| 1856 | 1861 | 1866 | 1872 | 1876 | 1881 | 1886 | 1891 | 1896 |
| ---- | ---- | ---- | ---- | ---- | ---- | ---- | ---- | ---- |
| 581  | 547  | 561  | 533  | 508  | 501  | 504  | 456  | 459  |

| 1901 | 1906 | 1911 | 1921 | 1926 | 1931 | 1936 | 1946 | 1954 |
| ---- | ---- | ---- | ---- | ---- | ---- | ---- | ---- | ---- |
| 472  | 434  | 437  | 410  | 424  | 424  | 417  | 387  | 331  |

| 1962 | 1968 | 1975 | 1982 | 1990 | 1999 | 2005 | 2006 | 2010 |
| ---- | ---- | ---- | ---- | ---- | ---- | ---- | ---- | ---- |
| 373  | 359  | 375  | 333  | 358  | 332  | 330  | 324  | 316  |

| 2015 | 2020 | 2022 | - | - | - | - | - | - |
| ---- | ---- | ---- | - | - | - | - | - | - |
| 353  | 334  | 328  | - | - | - | - | - | - |

### Manifestations culturelles et festivités
Les fêtes du village se tiennent traditionnellement vers le 10 juillet sur un weekend.

## Économie
Dans les années 2000-2010, la commune aurait compté 29 exploitations agricoles, principalement tournées vers les grandes cultures céréalières (principalement en maïs grain, mais aussi du blé), neuf élevages bovins pour la production de viande, deux pour la production laitière, trois élevages de canards, un de canes pondeuses, cinq élevages de poulets, cinq élevages de porcs, deux élevages de veaux. Huit exploitations l'étaient comme activités secondaires (double actif).

## Culture locale et patrimoine

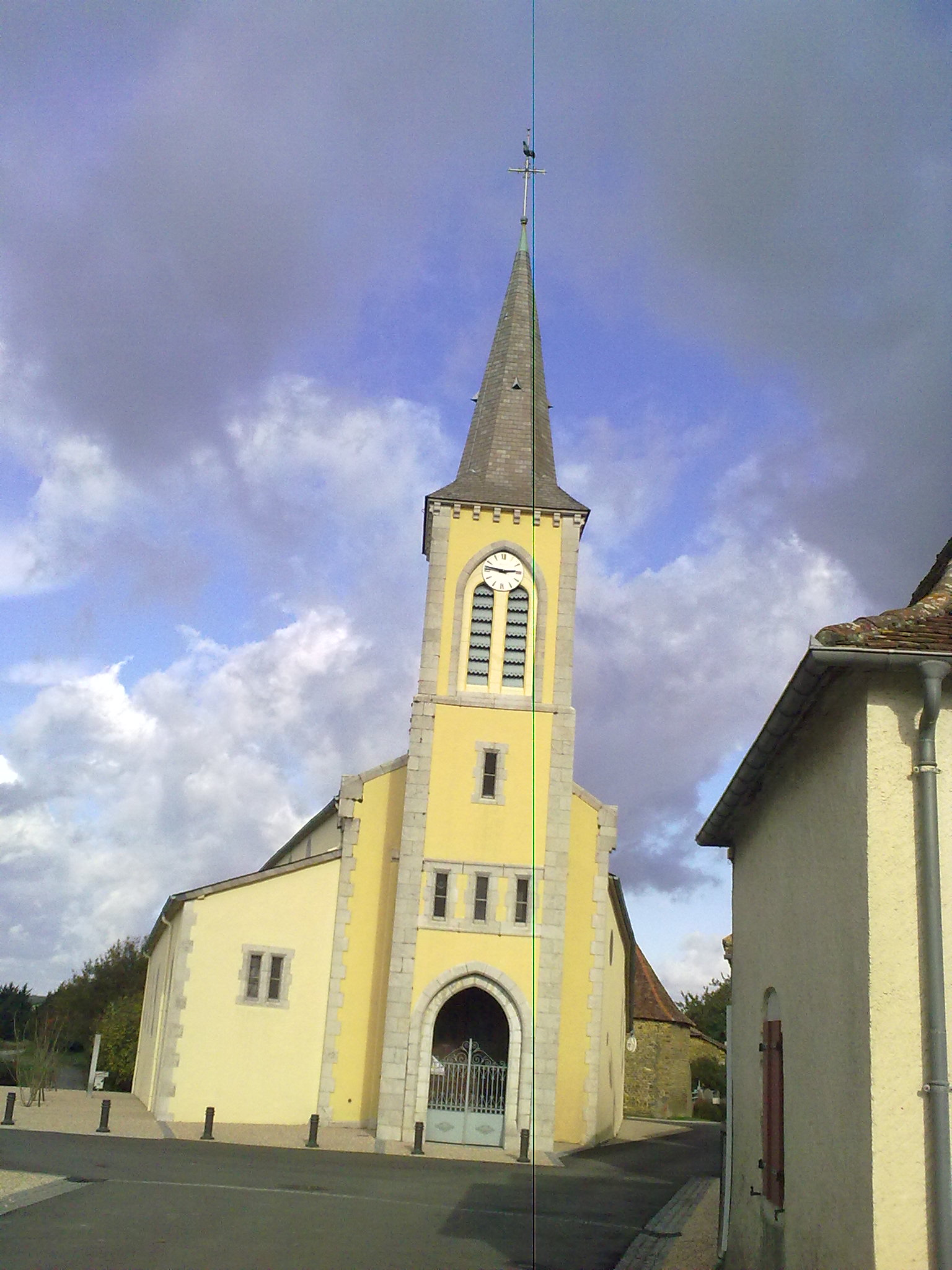
L'église Saint-Germain-d'Auxerre.

### Lieux et monuments
L'église Saint-Germain-d'Auxerre a été rénovée à la fin du XIXe siècle par l'architecte orthézien Bourdette. Ses verrières ont été exécutées par le maître verrier Dauriac, de Toulouse. De l'église primitive il ne resterait que le mur gouttereau sud.
Le vallon du Clamondé est un site naturel remarquable géré par le conservatoire d'espaces naturels d'Aquitaine depuis 2004. Situé en bordure du ruisseau du même nom, au cœur d'un paysage bocager, ce vallon regroupe des milieux humides de grande qualité abritant des espèces rares et protégées. Classé site prioritaire au niveau régional, ce site renferme de véritables trésors écologiques.

### Héraldique
|  | Les armes de Mesplède se blasonnent ainsi : d'or, coupé, au premier parti, en 1er de Béarn, en 2d au lion de sinople qui est d'Andoins (référence aux armes d'Arthez-de-Béarn à laquelle le hameau de Mesplède a longtemps été rattaché), et en pointe à une nèfle. |